# Octavarium
Octavarium je osmé studiové album americké progresivní metalové kapely Dream Theater. Skupina ho nahrávala od září 2004 do února 2005 a vydala ho 7. června 2005 u Atlantic Records. Kapela se rozhodla vytvořit „klasické album Dream Theater“, přičemž vycházela z různých stylů a zároveň se snažila, aby hudba byla méně složitá. Album lze brát jako koncepční album, jehož osm písní je koncept hudební oktávy.
Album bylo kritiky přijato vesměs pozitivně a chválena byla především rozmanitost hudby. Dream Theater ho propagovali na celoročním světovém turné, přičemž většina koncertů trvala téměř tři hodiny a každý večer byly hrány jiné písničky. Tour skončilo v Radio City Music Hall v New Yorku za doprovodu orchestru. Tento koncert byl zaznamenán a vydán jako živé DVD pod názvem Score.

## Koncept
Když se začínalo pracovat na albu Octavarium, Portnoy poznamenal, že to bude jejich osmé studiové album a že nedávno vydali své páté živé album Live at Budokan. A navrhl zahrát zrcadlově sekvenci oktávy: každá oktáva obsahuje osm přirozených tónů a pět tónů z posuvkou. Portnoy navrhl, k použití této koncepce celého alba. Skupina psala každou píseň v jiné tónině. Zvukové efekty mezi písněmi spojovaly jednotlivé tóniny: například „The Root of All Evil" psaný v F a následující skladba „The Answer Lies Within", psaná v G, byly propojeny zvukovým efektem v tónině F#. Název alba a skladeb představovaly odkazy na tento pojem. Například „The Root of All Evil“ (s odkazem na hudebním výrazu „root“, akord) a "Octavarium" (oktáva) .
Octavarium začíná „The Root of All Evil“, která začíná stejným akordem, kterým končí předchozí album. Toto hudební „propojení“ mezi alby je již od vydání Scenes from a Memory (1999). Portnoy byl inspirován albem Van Halen Women and Children First, kde po poslední písni alba je krátký kousek hudebního riffu, který náhle skončí. Portnoy očekával, že Van Halen začne další album s tímto riffem, ale byl zklamaný, když se tak nestalo. Později si uvědomil, že si „vykopal hrob“, protože se bude očekávat, že to tak musí být na všech dalších albech. Tento problém vyřešil na Octavarium, kde finále poslední písně končí stejně se začátkem první písně. Toto udělalo albu cyklus sám o sobě, což umožňuje, aby skupina měla čistý start na jejich dalším albu.

## Písně
„The Root of All Evil“ je třetí částí Twelve-step Suite od Portnoye, soubor písní z různých alb které popisují léčení anonymních alkoholiků. Píseň obsahuje díly šest a sedm: „Ready“ a „Remove“.
„The Answer Lies Within“ a „I Walk Beside You“ jsou dvě nejkratší písně na albu. Rudess je považuje za rozhlasově dostupné písně, které stále udržují styl Dream Theater.
Portnoy napsal text k „Never Enough“ jako reakce na fanoušky, kdy si Portnoy povšiml, že si stěžují na každou věc, kterou Dream Theater udělal.
„Sacrificed Sons“, je druhá nejdelší píseň na albu. Texty napsal zpěvák James Labrie, kde se vypořá s útoky z 11. září. Rudess poznamenal, že kapela si užívá psaní o vážných tématech, namísto milostných písní. Při práci na texu, LaBrie řekl, že tam bylo „hodně co diskutovat“ o znění písně a jak to nasměrovat správně.
Titulní skladba „Octavarium“ je nejdelší skladba na albu. Petrucci uvedl, že skupina chtěla napsat epickou píseň, která se bude vyvíjet a bude používat orchestr. Skupina byla silně ovlivněna progresivním rockem kapel Genesis, Yes a Pink Floyd. Instrumentální úvod, těžce ovlivnila skladba Shine On You Crazy Diamond od Pink Floyd, kterou zahrál Rudess pomocí lap steel kytary a Continuum Fingerboard. Kromě toho existuje v písni mnoho odkazů na jiné progresivní rockové skladby.

## Seznam skladeb
| Pořadí         | Název | Text                                                                         | Délka                                    |
| -------------- | --- | ---------------------------------------------------------------------------- | ---------------------------------------- |
| 1.             | The Root of All Evil" - "VI. Ready" - "VII. Remove                                                                         | Mike Portnoy                                                                 | 8:25 - 3:58 - 4:28                       |
| 2.             | The Answer Lies Within | John Petrucci                                                                | 5:33                                     |
| 3.             | These Walls | Petrucci                                                                     | 7:36                                     |
| 4.             | I Walk Beside You | Petrucci                                                                     | 4:29                                     |
| 5.             | Panic Attack | Petrucci                                                                     | 8:13                                     |
| 6.             | Never Enough | Portnoy                                                                      | 6:46                                     |
| 7.             | Sacrificed Sons | James LaBrie                                                                 | 10:42                                    |
| 8.             | Octavarium" - "I. Someone Like Him" - "II. Medicate (Awakening)" - "III. Full Circle" - "IV. Intervals" - "V. Razor's Edge | LaBrie, Petrucci, Portnoy - Petrucci - LaBrie - Portnoy - Portnoy - Petrucci | 24:00 - 8:47 - 5:01 - 4:37 - 1:23 - 4:08 |
| Celková délka: | Celková délka: | Celková délka:                                                               | 75:44                                    |

## Obsazení

### Kapela
- James LaBrie – zpěv
- John Petrucci – kytara, doprovodný zpěv, producent
- Jordan Rudess – klávesy, steel kytara
- John Myung – basová kytara
- Mike Portnoy – bicí, doprovodný zpěv, producent

### Hosté
Barere, Webb, Lionti, Locker – smyčcové kvarteto (píseň 2)
Orchestr – v písních 7 a 8